# 盖布兰
盖布兰（法語：Guébling，法語發音：[ɡeblɛ̃]）是法国摩泽尔省的一个市镇，属于萨尔堡-萨兰堡区。

## 地理
盖布兰（48°51'48"N, 6°44'42"E）面积6.86 平方千米，位于法国大東部大區摩泽尔省，该省份为法国东北部内陆省份，是洛林的一部分，西南接默尔特-摩泽尔省，东临下莱茵省，北与卢森堡和德国接壤。
与盖布兰接壤的市镇（或旧市镇、城区）包括：贝内斯特罗夫、布加尔特罗夫、利德勒赞、韦加维尔。
盖布兰的时区为UTC+01:00、UTC+02:00（夏令时）。

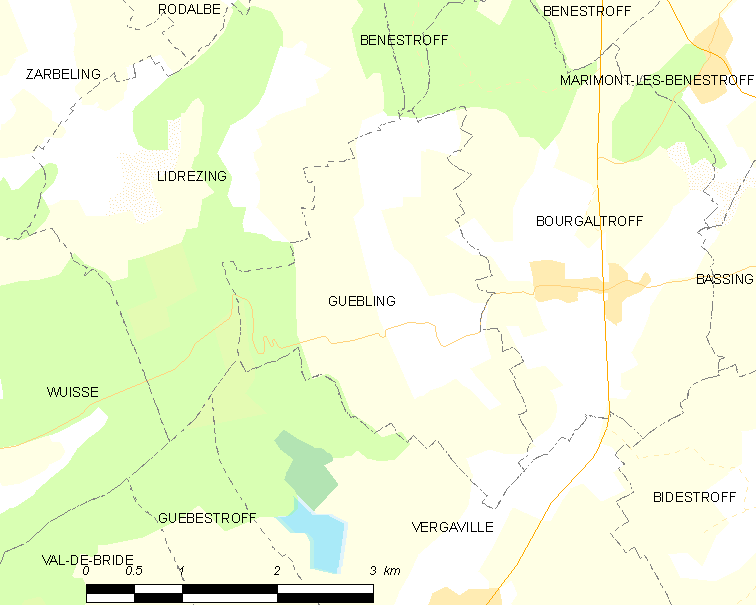
盖布兰的OSM定位图

## 行政
盖布兰的邮政编码为57260，INSEE市镇编码为57268。

## 政治
盖布兰所属的省级选区为索努瓦县。

## 人口

1962-2008年间盖布兰人口变化图示

盖布兰于2022年1月1日时的人口数量为125人。